# ووهیلاوا (ماناکارا)
ووهیلاوا (به لاتین: Vohilava) یک منطقهٔ مسکونی در ماداگاسکار است که در Manakara واقع شده‌است. ووهیلاوا ۹٬۰۰۰ نفر جمعیت دارد و ۳۳ متر بالاتر از سطح دریا واقع شده‌است.